# Alibeyhüyüğü, Çumra
Alibeyhüyüğü là một thị trấn thuộc huyện Çumra, tỉnh Konya, Thổ Nhĩ Kỳ. Dân số thời điểm năm 2011 là 2.804 người.